# Escaphiella bahia
Escaphiella bahia là một loài nhện trong họ Oonopidae.
Loài này thuộc chi Escaphiella. Escaphiella bahia được miêu tả năm 2009 bởi Norman I. Platnick & Dupérré.